# Apraxin Júlia
Apraxin Júlia, született Julija Alekszandrovna Aprakszina (oroszul: Юлия Александровна Апраксина), (Bécs, 1830. október 16. – Spanyolország, 1913. május 20.) orosz származású grófnő, színésznő, írónő.

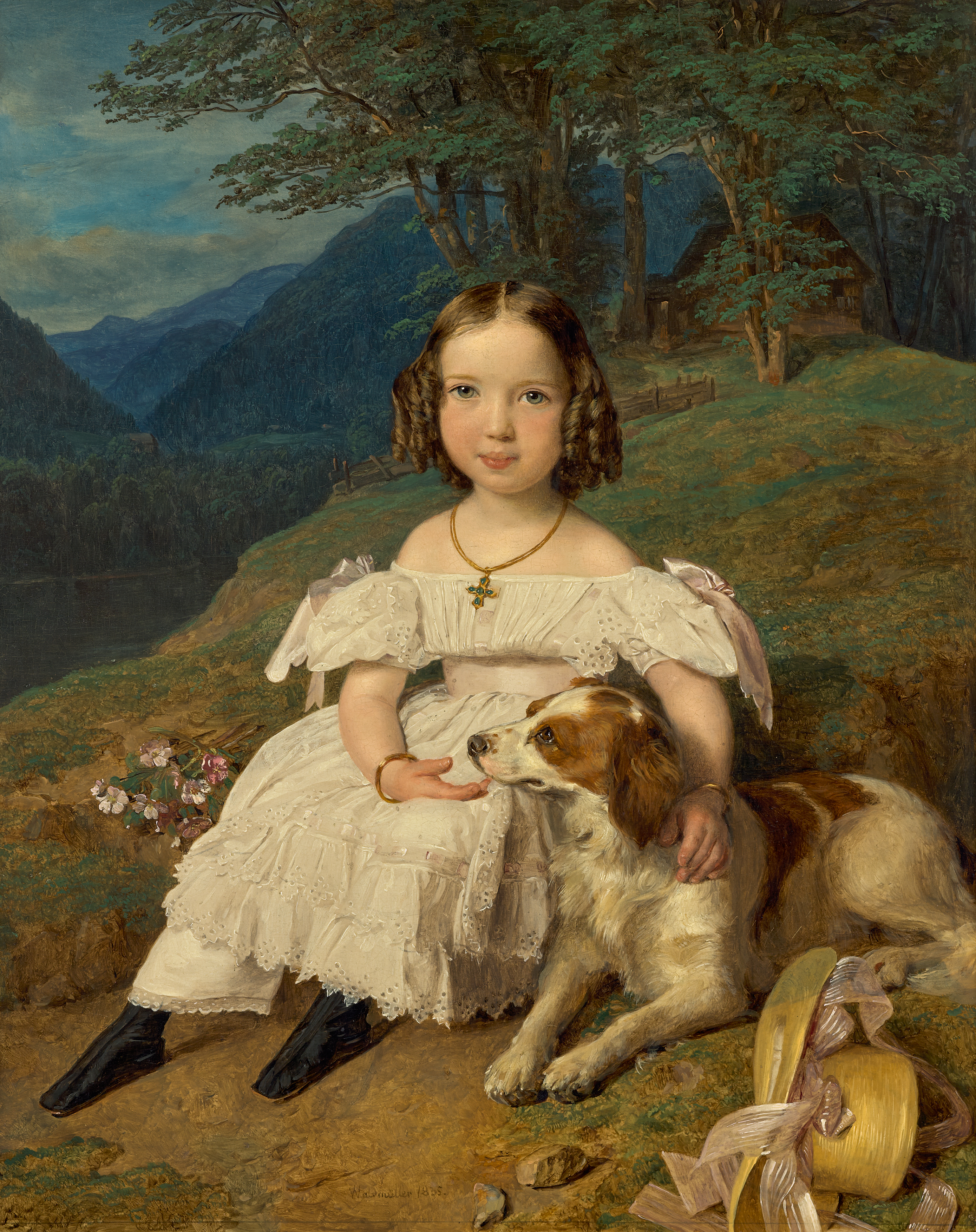
Waldmüller: Apraxin Júlia grófnő, Bécs, 1835

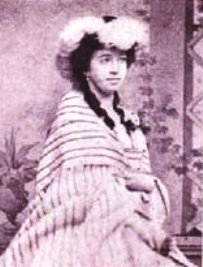
Apraxin Júlia egy szerepében

## Élete
Apraxin Júliát a Bécsben élő orosz házaspár – Alexandr Petrovics Apraxin gróf és Jelena Nyikolajevna Bezobrazova – gyermekeként anyakönyvezték 1830. október 16-án, de valószínűsíthető, hogy édesapja Esterházy József volt. Apraxin gróf Bécsben szolgálatot teljesítő orosz diplomata, anyja a híres Bezobrazov család tagja volt. A házaspár 1837-ben visszatért Oroszországba. Szülei válása után anyja 1841-ben férjhez ment Esterházy József grófhoz, akivel már 1828 óta szoros kapcsolatban volt, s aki saját lányának tartotta Júliát és akinek a birtokán, a Pozsony melletti Cseklészen éltek váltakozva Béccsel.  Júlia gondos nevelésben részesült, az akkori idők nőknek szánt ismereteinél jóval többet sajátított el – mind családja jóvoltából, mind saját érdeklődéséből fakadóan. Nyelveket, irodalmat, filozófiát és asztronómiát tanult, s még asszonykorában is foglalkozott jogi és történelmi ismeretek szerzésével – magántanára Toldy Ferenc volt – s Lenhossék József professzor anatómiai előadásain is részt vett. Már gyermekkorában érdeklődött a színészet és irodalom iránt, nyolcévesen műkedvelő előadásban szerepelt és verseket is írt.
1849. október 15-én házasságot kötött Batthyány Artúr gróffal. A gróf a kiterjedt család udvarhoz hű ágához tartozott, az 1848–49-es forradalom és szabadságharc idején egy császári ezredben szolgált. Bécsben telepedtek le, ahol több mint tíz évig élték a felsőbb körök gondtalan életét. Estélyekkel, táncmulatságokkal, maszkabálokkal és kikocsizásokkal foglalták el magukat napról napra. 1850-ben a farsangi bálok szenvedélyes táncosa Ferenc József, a fiatal császár, a keringőhöz Apraxin grófnőt választotta partneréül. Az egyik álarcosbált 1852-ben rendezték a császári udvarban az átutazó Miklós és Mihály orosz nagyhercegek tiszteletére, és a résztvevőket művészi színes litográfiák örökítették meg (pl. Apraxin Júlia grófnőt Pálffy Rudolf gróffal).
Júlia már édesanyja bécsi otthonában központi alakja volt a társasági összejöveteleknek (regényírással is kísérletezett), és kedvelt személyisége lett a bécsiek körében. Így nem véletlen, hogy ifjabb Johann Strauss 1853-ban neki ajánlotta egyik polkáját, a Tanzi Bäri (Táncoló medve) címűt, arra célozva, hogy Júlia úgy megtáncoltatja a férfiakat, ahogy a medvetáncoltató a medvéjét. 1860-ban férjével átköltöztek Pestre egy Nádor utcai palotába. Nagy házat tartottak fenn, Júlia irodalmi szalonjában maga köré gyűjtötte a kor hírességeit, Prielle Kornélia, Hollósy Kornélia, Bulyovszky Lilla, Kánya Emília, Liszt Ferenc, Reményi Ede, sőt Jókai Mór is gyakori vendég volt itt. Az arisztokrácia részéről Waldstein János gróf, Szapáry Gyula – később miniszterelnök –, Vécsey József báró, Széchenyi Béla és természetesen a Batthyány család tagjai voltak vendégei. Először itt élte ki szereplési vágyait, ahogy barátnője, Kánya Emília írta: „Aztán … Júliára került a sor. Deklamált. A terem közepére állt, kiegyenesítette szép termetét, végignézett a hallgatóságán, és csengő, erős hangon, kissé idegen hangzású kiejtéssel, recitálta Petőfi hangzatos költeményeit: Ha férfi vagy, légy férfi ,/ S ne hitvány gyönge báb… Melegséggel, de túlzott erővel szavalt, és meglepetve néztem fel reá, annyi tűz, annyi szent hevület csengett végig szép, de szerintem kissé színpadias előadásán”. Nagy tisztelője volt báró Eötvös Józsefnek, Széchenyi Istvánt többször is meglátogatta a döblingi elmegyógyintézetben. Széchenyi őt barátságosan fogadta, férjét viszont semmirekellőnek tartotta.
Férje elhanyagolta, elhidegültek egymástól és egyik rajongójával, Vécsey báróval folytatott viszonya során 1861-ben elköltözött a Nádor utcából, és hamarosan elváltak. Vécsey aztán házassági ígérete elől megszökött egy balerinával. A szerelmi dráma után néhány héttel Molnár György, a Budai Népszínház igazgatójának lett társa, akivel szorosan együttműködött annak színháza érdekében. Pénzügyileg támogatta (1862 júliusában 2000 forintot adományozott a színház részére), darabokat írt nekik és fel is lépett a színházban, Budai Júlia néven. Írásaiban és fellépéseiben központi elem volt a hazafiság, a magyarsághoz való tartozás kihangsúlyozása, az összefogásra felhívás. Színpadi és prózai történetei romantikus, valószínűtlen fordulatokban bővelkedő írások voltak. Jókai Mór róla formázta  az Egy ember, aki mindent tud című regényében Fantissát, a franciául író grófnőt, akinek regényét szeretője fordítja magyarra, de elszökik előle, amikor a grófnő férjétől elválva szabad lesz.
1861. március 4-én A honfoglalók című drámáját adták elő a Nemzeti Színházban, 1862. április 7-én pedig Országgyűlési beszéd című háromfelvonásos vígjátékának volt a bemutatója ugyanott. Ekkoriban szavalta a nyilvánosság előtt Petőfi Sándor és Vörösmarty Mihály költeményeit. Hiába beszélnek c. regényét közölte Huszár Imre a Nefelejtsben 1860-ban Batthyányiné Eiluj Nixarpa névvel, illetve más lapokban is megjelentek írásai (Divatcsarnok, 1861; Délibáb, 1861).
Színésznői karrierje botrányt okozott, első színre lépésekor (1863. február 3., a Gyertyatartó és a Fél az örömtől egyfelvonásosokban) a páholyok tüntetően kiürültek, és ezzel a felsőbb körök szimbolikusan kivetették maguk közül a renitens grófnőt. A közönség viszont kíváncsisággal vegyes lelkesedéssel övezte a társadalmi pozícióját otthagyó színésznőt.
1863-ban Párizsba utazott Molnárral, és ott próbálta folytatni színészi pályáját. A színházi siker elmaradt, s kedvese, Molnár György is elhagyta. Rossz körülmények közé került, vagyontalan és beteg volt. Szerencséjére családjával szemben megnyert egy örökösödési pert, és férjhez ment Lorenzo Rubio di Espinosához, egy spanyol lovastiszthez. Párizsban éltek a francia arisztokrácia körében, ahol szintén jeles társaság látogatta szalonját. 1880-ban és 1894-ben két újabb regénye jelent meg. Izabella spanyol királynő párizsi emigrációjának udvartartásába került udvarhölgyként, szép fizetéssel. Férje halála után Spanyolországba költözött. 1913. május 20-án hunyt el, gyászjelentése két nap múlva jelent meg több madridi lapban, s 1913. május 24-én emlékeztek meg haláláról egy katolikus hetilapban.
Napjainkban egyes szerzők női arszlánnak, dandynek vagy éppen celebnek próbálják beállítani. Ezekkel a típusokkal ellentétben Apraxin Júlia mindig mindent komolyan vett, teljes energiáját mozgósította szép és nemes céljai elérése érdekében, tanult, küzdött, rangját és vagyonát is feláldozta – ha arra volt szükség –, bár elszántsága valószínűleg nagyobb volt, mint a tehetsége.

## Szabadkőműves pályafutása
Az első néhány szabadkőműves nő közé tartozott, öt évvel Hadik-Barkóczy Ilona után és két évvel Maria Deraismes előtt lett szabadkőműves.
1880. június 14-én Madridban vették fel a Spanyol Nemzeti Nagyoriens 15. számú, Fraternidad Iberica (Ibéria Testvérisége) nevű szabadkőműves páholyába. Nyilván problémát jelentett a felvételt kérő neme, mert maga a nagymester adta meg az engedélyt ehhez. Az iniciáción a házigazda Fraternidad Iberica páholy tagjain kívül számos vendég-szabadkőműves vett részt, akik listája szabadkőműves neveikkel fennmaradt. Júlia magának a Buda szabadkőműves nevet választotta. Ezt követően még néhány nőt felvettek, de ez inkább kivétel volt, mint szabály. A Chaîne d'Union francia szabadkőműves lap részletesen beszámolt az esetről, és visszatért az avatás szabályosságára a házaspár párizsi nyilatkozata alapján (Júlia férje, Lorenzo is páholytag volt). A szabadkőműves lap Júlia 1880-ban megjelent regényét is figyelmébe ajánlotta a testvéreknek.
A felvétel jegyzőkönyvében szerepel Seoane nagymester elismerése Apraxin Júliának a francia hadsereg számára nyújtott szolgálatairól. Molnár György, Apraxin Júlia színész kollégája és kedvese visszaemlékezéseiben azt írta, hogy „a Párizsból kiadott, nagyobbára ő általa szervezett egyik tábori vöröskereszt egylet lévén a karlista háborút végig élte”. Ez lehetett tehát az a szolgálat, amelyet az Izabella királynő pártján álló spanyol szabadkőművesek oly nagyra értékeltek. Nem tudjuk, hogy a grófnő a felvételén kívül máskor is látogatta volna páholyának munkáit. Az viszont ismert, hogy még néhány nő felvétele után a nők felavatását abbahagyták, s inkább egy adopciós páholyt hoztak létre 1892-ben a nők részére.

## Munkái

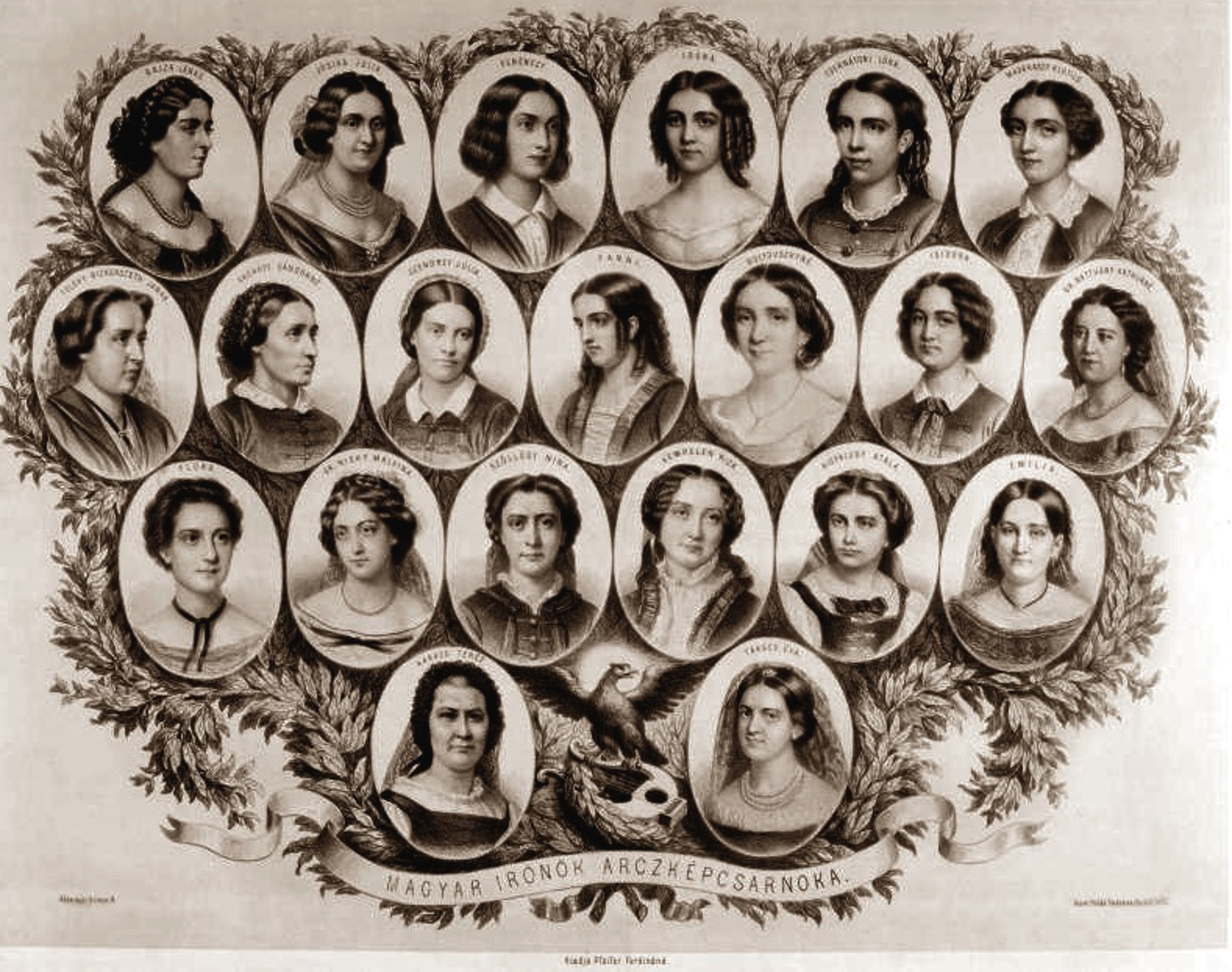
Magyar írónők arcképcsarnoka (1862), Apraxin Júlia grófnő arcképe a második sor végén látható (Gr. Batthyány Artúrné felirattal).

1. On a beau dire, Paris, 1860 (Eiluj Nixarpa álnévvel), 2014-től reprintként megrendelhető: az Amazon-on, online elérés: Francia Nemzeti Könyvtár (Gallica)
2. Ilona, regény 2 kötet, ford. Ágai Adolf, Pest, 1861 (Eiluj Nixarpa álnévvel, ismert. Divatcsarnok, eredetije Párizsban jelent meg 1860-ban)
3. A honfoglalók (1861)
4. Két nőszív, regény franciából ford. Toldy István, Pest, 1861, (Batthyányi Arthurné névvel, ismert. Nefelejts)
5. Szeréndy Ilma naplója, franciából ford. Toldy István, Pest, 1862, (Batthyányi Júlia névvel, ismert. Nefelejts, eredetije Párizsban, 1861)
6. Országgyűlési beszéd, háromfelvonásos vígjáték, bemutató: Nemzeti Színház, 1862. április 7.
7. Fogság és szerelem, egyfelvonásos vígjáték, bemutató: Budai Színház, 1862. június 25.
8. Kóra, a cigány, vagy a halászleány, népies dráma, bemutató: Budai Színház, 1863. ?
9. Önvád térít, négyfelvonásos dráma, bemutató: Budai Színház, 1863. május 23.
10. Quelques feuilles détachées des Memoires de la tragédienne hongroise, Paris, 1863 (Julie b. Apraxin névvel)
11. L'Une ou l'autre?, Párizs, 1880 (Julie Apraxin Batthyány névvel)
12. Deux Passions, avec une préface de M. Alexandre Dumas fils, Párizs, 1895 (Julie Apraxin Batthyány névvel)

Kiadótulajdonosa és főmunkatársa volt Batthyányi Júlia néven a Budai Lapoknak 1863. január 25-től június 28-ig, a lap megszűnéséig. Arcképe megjelent a Magyar írónők arczképcsarnoka c. műlapon, melyet Grimm rajzolt kőre és a Pollák-testvérek nyomtattak 1862-ben Pesten.

### Hivatkozott művek
- ↑ Apraxin 1863:  La comtesse Julie B. Apraxin. Quelques feuilles détachées des Memoires de la tragédienne hongroise (francia nyelven). E. Dentu (1863)
- ↑ Auernheimer 1934:  Auernheimer, Raoul. Gottlieb Weniger dient der Gerechtigkeit (német nyelven). Tal (1934)
- ↑ Barna 1934:  Catherine Barna (Barna Katalin). Une femme de lettre du second Empire. La Comtesse Julie Apraxin. Sa vie, ses oeuvres – Batthyányné Apraxin Júlia grófnő (Eiluj Nixarpa) élete és művei, Études françaises (Francia tanulmányok) 12. (francia nyelven). L'Institut Français de l'Université de Szeged (A Szegedi Egyetem Francia Philologiai Intézete) (1934)
- ↑ Jókai 1874:  Jókai Mór. II. fejezet, Egy ember, aki mindent tud. Franklin, 13–16. o. [1874]
- ↑ Kovács 2013:  Kovács Eleonóra (2013). „„Hiába beszélnek” – Gróf Batthyány Artúrné Apraxin Júlia kísérlete a művészi-értelmiségi pályán”. Turul 86 (3), 89-99. o. [2022. július 9-i dátummal az eredetiből archiválva]. ISSN 1216-7258. (Hozzáférés: 2021. január 25.)
- ↑ La Correspondencia de España 1913:  La Correspondencia de España(wd), 1913. május 22., 8. oldal („página octava”, gyászjelentés a jobb alsó sarokban)
- ↑ Literatúra 1934:   (1934. július 15.) „Eiluj Nixarpa, Egy szédületes asszonyélet regénye”. Literatura 9, 213–215. o.
- ↑ Mátay 2009:  Mátay Mónika (2009). „Egy nődandy karrierje: képek Batthyány Apraxin Júlia életéből”. Médiakutató 10 (4), 81–86. o. ISSN 1586-8389.
- ↑ Saint-Aulaire 1926:  Louis Clair de Beaupoil comte de, Saint-Aulaire. Souvenirs de mon ambassade à Vienne 1832−1841. (francia nyelven) (1926)
- ↑ Vári 2020:  Vári, László. Buda, the first woman Freemason in Spain: life and career of countess Julia Apraxin (1830-1913), La masonería. Mito e historia en el III centenario de la fundación de la masonería moderna, Vol. 2. (angol nyelven). Sevillai Egyetem, 889–906. o. (2020). ISBN 978-84-472-3014-3
- ↑ Vári 2021:  Vári, László (2021. január–június). „Women freemasons in Hungary since the beginnings” (angol nyelven). REHMLAC+ (Revista de Estudios Históricos de la Masonería Latinoamericana y Caribeña plus) 13 (1), 22-45. o. ISSN 2215-6097.
- ↑ Zádori 2010:  Zádori Zsolt: Kékvér celeb a XIX. századból?. HVG, 2010. január 8. (Hozzáférés: 2014. augusztus 2.)